# ابن رومیه
ابن رومیه طبیب، گیاه‌شناس، داروساز، محدث و فقیه شافعی بود. القابش عبارتند از غَشاب، نباتی و زهری. او در غرب بیشتر با نام ابوالعباس النباتی شناخته شده‌است و بیشتر به دلیل معرفی شیوه علمی تجربی در حوزهٔ دانش شناخت ویژگیهای مواد دارویی (ماتریا مدیکا) شهرت یافته‌است. در سال ۵۶۱ قمری متولد و در ۶۳۷ قمری فوت کرد.

## زندگی
نیای بزرگش از پزشکان قُرطَبه (کوردبای کنونی) بود. آن‌ها اصالتاً از برده‌های آزادشده در اسپانیای تحت تسلط مسلمانان بودند و عنوان ابن الرومیه به دلیل نسب رومی (یونانی) مادرش به وی داده شده‌است. خانوادهٔ او از قرطبه به اشبیلیه (سویا یا سویل کنونی) که مرکز حکومت موحدون آندلس بود مهاجرت کرد و او در این شهر به دنیا آمد. پس از پایان تحصیلات مقدماتی از بزرگانی چون ابوعبدالله بن زرقون، ابوعبدالله الیابری، ابن جمهور، ابن العربی، ابن جد و … دانش حدیث را فراگرفت. او در کنار فراگیری علم حدیث، علاقه‌مند و پیگیر فراگیری دانش گیاه‌شناسی نیز بود بگونه ای که در سال ۵۸۰ قمری زادگاهش را ترک کرد و در مغرب العُدوه به شناخت ویژگی‌های گیاهان پرداخت. او سپس به بخش آفریقایی حکمت موحدون مهاجرت کرد و بعد از آن راهی مصر، شام، عراق و حجاز شد. در همه این مدت به مطالعه در مورد گیاهان مشغول بود. در سفرهایش از یادگیری حدیث غفلت نکرد و از منبر محدثین بزرگ در عراق و موصل و دمشق نظیر ابوالوقت السجزی، ابوعبدالله فراوی و ابوالفتح بن البطی بهره گرفت. ابن ابی اصیبعه و ابن خطیب که معاصر وی بوده‌اند، بسیار از او تمجید کرده‌اند. هنگام حضور ابن رومیه در اسکندریه آوازه وی به ملک عادل ابوبکر بن ایوب، از حاکمان ایوبی، رسید. ملک عادل او را به قاهره فراخواند و با تعیین مقرری، اقامت دائم او در مصر را خواستار شد. اما او با عذر نیاز به تکمیل پژوهش و ادای فریضه حج دعوت او را نپذیرفت. پس از زیارت حج به زادگاهش بازگشت و تا پایان عمر در همان‌جا ماند و در دکانی به فروش گیاهان دارویی اشتغال ورزید. وی پس از تألیف الرحلة النباتیة بینایی خود را از دست داد و سرانجام در زادگاهش درگذشت.

## اقدامات
او برجسته‌ترین گیاه‌شناس مسلمان است. دامنه تحقیقات او در خصوص گیاهان علاوه بر پزشکی خود گیاه‌شناسی را نیز شامل می‌شود. بزرگ‌ترین شاگردش ابن بیطار بود. او گیاهان بسیاری را در شمال آفریقا و حجاز کشف و نام و خواص آن‌ها را در بزرگ‌ترین اثر خود یعنی الرحلة النباتیة جمع‌آوری کرد. متأسفانه این کتاب اکنون در دسترس نیست. او به ادبیات هم علاقه داشت گرچه ادعای شاعری نمی‌کرد. در کتب شاگردانش اشعاری از او نقل شده‌است.